# 1980 год
1980 (ты́сяча девятьсо́т восьмидеся́тый) год  по григорианскому календарю — високосный год, начинающийся во вторник. Это 1980 год нашей эры, 10‑й год 8‑го десятилетия XX века 2‑го тысячелетия, 1‑й год 1980‑х годов. Он закончился 45 лет назад.
| Пн | Вт | Ср | Чт | Пт | Сб | Вс |
|    | 1  | 2  | 3  | 4  | 5  | 6  |
| 7  | 8  | 9  | 10 | 11 | 12 | 13 |
| 14 | 15 | 16 | 17 | 18 | 19 | 20 |
| 21 | 22 | 23 | 24 | 25 | 26 | 27 |
| 28 | 29 | 30 | 31 |    |    |    |

| Пн | Вт | Ср | Чт | Пт | Сб | Вс |
|    |    |    |    | 1  | 2  | 3  |
| 4  | 5  | 6  | 7  | 8  | 9  | 10 |
| 11 | 12 | 13 | 14 | 15 | 16 | 17 |
| 18 | 19 | 20 | 21 | 22 | 23 | 24 |
| 25 | 26 | 27 | 28 | 29 |    |    |

| Пн | Вт | Ср | Чт | Пт | Сб | Вс |
|    |    |    |    |    | 1  | 2  |
| 3  | 4  | 5  | 6  | 7  | 8  | 9  |
| 10 | 11 | 12 | 13 | 14 | 15 | 16 |
| 17 | 18 | 19 | 20 | 21 | 22 | 23 |
| 24 | 25 | 26 | 27 | 28 | 29 | 30 |
| 31 |    |    |    |    |    |    |

| Пн | Вт | Ср | Чт | Пт | Сб | Вс |
|    | 1  | 2  | 3  | 4  | 5  | 6  |
| 7  | 8  | 9  | 10 | 11 | 12 | 13 |
| 14 | 15 | 16 | 17 | 18 | 19 | 20 |
| 21 | 22 | 23 | 24 | 25 | 26 | 27 |
| 28 | 29 | 30 |    |    |    |    |

| Пн | Вт | Ср | Чт | Пт | Сб | Вс |
|    |    |    | 1  | 2  | 3  | 4  |
| 5  | 6  | 7  | 8  | 9  | 10 | 11 |
| 12 | 13 | 14 | 15 | 16 | 17 | 18 |
| 19 | 20 | 21 | 22 | 23 | 24 | 25 |
| 26 | 27 | 28 | 29 | 30 | 31 |    |

| Пн | Вт | Ср | Чт | Пт | Сб | Вс |
|    |    |    |    |    |    | 1  |
| 2  | 3  | 4  | 5  | 6  | 7  | 8  |
| 9  | 10 | 11 | 12 | 13 | 14 | 15 |
| 16 | 17 | 18 | 19 | 20 | 21 | 22 |
| 23 | 24 | 25 | 26 | 27 | 28 | 29 |
| 30 |    |    |    |    |    |    |

| Пн | Вт | Ср | Чт | Пт | Сб | Вс |
|    | 1  | 2  | 3  | 4  | 5  | 6  |
| 7  | 8  | 9  | 10 | 11 | 12 | 13 |
| 14 | 15 | 16 | 17 | 18 | 19 | 20 |
| 21 | 22 | 23 | 24 | 25 | 26 | 27 |
| 28 | 29 | 30 | 31 |    |    |    |

| Пн | Вт | Ср | Чт | Пт | Сб | Вс |
|    |    |    |    | 1  | 2  | 3  |
| 4  | 5  | 6  | 7  | 8  | 9  | 10 |
| 11 | 12 | 13 | 14 | 15 | 16 | 17 |
| 18 | 19 | 20 | 21 | 22 | 23 | 24 |
| 25 | 26 | 27 | 28 | 29 | 30 | 31 |

| Пн | Вт | Ср | Чт | Пт | Сб | Вс |
| 1  | 2  | 3  | 4  | 5  | 6  | 7  |
| 8  | 9  | 10 | 11 | 12 | 13 | 14 |
| 15 | 16 | 17 | 18 | 19 | 20 | 21 |
| 22 | 23 | 24 | 25 | 26 | 27 | 28 |
| 29 | 30 |    |    |    |    |    |

| Пн | Вт | Ср | Чт | Пт | Сб | Вс |
|    |    | 1  | 2  | 3  | 4  | 5  |
| 6  | 7  | 8  | 9  | 10 | 11 | 12 |
| 13 | 14 | 15 | 16 | 17 | 18 | 19 |
| 20 | 21 | 22 | 23 | 24 | 25 | 26 |
| 27 | 28 | 29 | 30 | 31 |    |    |

| Пн | Вт | Ср | Чт | Пт | Сб | Вс |
|    |    |    |    |    | 1  | 2  |
| 3  | 4  | 5  | 6  | 7  | 8  | 9  |
| 10 | 11 | 12 | 13 | 14 | 15 | 16 |
| 17 | 18 | 19 | 20 | 21 | 22 | 23 |
| 24 | 25 | 26 | 27 | 28 | 29 | 30 |

| Пн | Вт | Ср | Чт | Пт | Сб | Вс |
| 1  | 2  | 3  | 4  | 5  | 6  | 7  |
| 8  | 9  | 10 | 11 | 12 | 13 | 14 |
| 15 | 16 | 17 | 18 | 19 | 20 | 21 |
| 22 | 23 | 24 | 25 | 26 | 27 | 28 |
| 29 | 30 | 31 |    |    |    |    |

## События

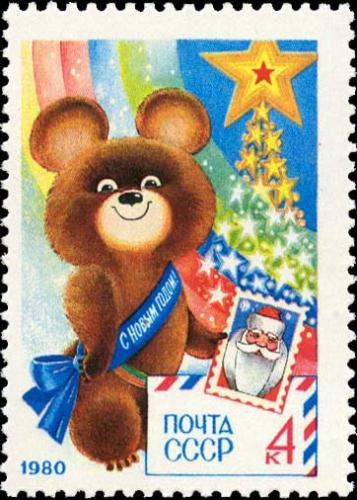
Почтовая марка СССР

См. также: Категория:1980 год

### Январь
- 1 января
  - Командование турецкой армии направило правительству Турции меморандум с требованием прекратить межпартийные распри и нормализовать ситуацию в стране[1].
  - На Азорских островах прошло землетрясение силой 7,5 балла по шкале Рихтера.
  - Швеция меняет права наследования престола, вместо принца Карла Филиппа наследницей становится принцесса Виктория.
- 3 января
  - Премьер-министром Португалии становится Франсишку Са Карнейру.
  - Объявлено о решении президента США Джимми Картера отложить на неопределённое время ратификацию советско-американского Договора об ограничении стратегических наступательных вооружений (ОСВ-2) от 18 июня 1979 года в связи с вводом советских войск в Афганистан. На следующий день было объявлено о сворачивании связей с СССР и намерении бойкотировать Олимпиаду в Москве[2].
- 4 января — президент США Джимми Картер вводит эмбарго на поставки зерна в отношении СССР.
- 6 января — сицилийской мафией и неофашистами убит глава Сицилии Пьерсанти Маттарелла.
- 9 января — новым премьер-министром Сирии назначен Абдуль Рауф аль-Касм.
- 14 января
  - Чрезвычайная специальная сессия Генеральной Ассамблеи ООН приняла резолюцию, осуждающую ввод советских войск в Афганистан[2].
  - Индира Ганди после почти трёхлетнего перерыва возглавила правительство Индии после победы её партии Индийский национальный конгресс на внеочередных выборах 3 и 6 января (42,7 % голосов, 353 места из 531 в Лок Сабхе[2](убита 31 октября 1984 года).
- 21 января — Катастрофа Boeing 727 под Тегераном в Иране.
- 25 января — в Иране проходили первые в его истории президентские выборы. Победу одержал министр экономики и финансов Абольхасан Банисадр (75,6 % голосов), вступивший в должность 4 февраля (смещён 21 июня 1981 года)[3].
- 27 января
  - В Гвинее в условиях однопартийности прошли выборы в Национальное собрание, все 210 мест достались правящей Демократической партии.
  - В Исламабаде открылась двухдневная сессия организации Исламская конференция, осудившая ввод советских войск в Афганистан[3].
- 31 января — сожжение посольства Испании в Гватемале: после оккупации здания протестующими гватемальские силовики нападают на него, чем вызывают пожар, унёсший 37 жизней.

### Февраль
- 5 февраля — в ходе первого визита в СССР глава Народной Республики Кампучии Хенг Самрин подписал пакет соглашений о представлении Кампучии масштабной советской экономической и технической помощи[3].
- 6 февраля — Национальная Революционная Ассамблея (парламент) Бенина переизбрала Матьё Кереку президентом на новый 5-летний срок.
- 8 февраля — премьер-министром Исландии стал Гюннар Тороддсен.
- 13—24 февраля — XIII зимние Олимпийские игры в Лэйк-Плэсиде.
- 14 и 27—29 февраля — выборы в парламент будущей независимой Республики Зимбабве, 63 % голосов и 57 из 100 мест получила партия ЗАНУ, 24 % и 20 мест — ЗАПУ и 8,3 % и 3 места — УАНК. Партия Родезийский фронт получила 83 % голосов белого населения и все 20 мест выделенных белым. 4 марта премьером стал Роберт Мугабе.
- 18 февраля — на внеочередных парламентских выборах в Канаде Либеральная партия Пьера Трюдо получила 44,34 % голосов и 147 из 182 мест в Палате общин.
- 22 февраля — денежная реформа в Израиле; израильская лира была заменена шекелем (ныне известен как старый шекель) по курсу 10:1.
- 24 февраля — на безальтернативных выборах в парламент Габона все 89 мест получила правящая Демократическая партия.
- 25 февраля — в Суринаме произошёл государственный переворот, совершённой группой из 16 сержантов во главе с Дези Баутерсе.
- 27 февраля — завершено строительство Армянской атомной электростанции.

### Март
- 1 марта — авария Ту-154 в Оренбурге (3 ранены).
- 3 марта — премьер-министром Таиланда избран генерал Прем Тинсуланон.
- 9 марта — в условиях однопартийности прошли выборы в Румынии.
- 11 марта — новым премьер-министром Папуа-Новой Гвинеи стал лидер оппозиции Джулиус Чэнь.
- 13 марта — авария на АЭС Сен-Лоран-дез-О во Франции.
- 14 марта — при заходе на посадку в аэропорт Окенце (Варшава) разбился Ил-62 компании LOT, погибли все 87 человек, в том числе сборная США по боксу (22 человека) и популярная польская певица Анна Янтар. На тот момент — крупнейшая авиакатастрофа в Польше.
- 15 марта — премьер-министром Суринама назначен Хендрик Чан А Сен.
- 17 марта — в результате падения вертолёта Ми-8 в кратер потухшего вулкана Севкатар (Армянская ССР) погибли 11 человек[4].
- 18 марта — взрыв на стартовой площадке космодрома Плесецк.
- 21 марта
  - Президент США Джимми Картер объявил о бойкоте московской Олимпиады.
  - В столице Чада Нджамене развернулись бои между силами президента страны Гукуни Уэддея, поддержанного частями ливийской армии, и министра обороны Хиссена Хабре[5].
- 23 марта
  - На референдуме в Швеции идея строительства новых атомных электростанций получила 58,2 % голосов.
  - После выборов в Сейм Польской Народной Республики расклад мест полностью сохранился.
- 25 марта — приземление беспилотного корабля Союз Т-1.
- 27 марта — в результате катастрофы норвежской нефтяной платформы «Александр Килланд» погибли 123 человека из 212.
- 29 марта — Турция подписала соглашение, по которому возобновлялось приостановленное в 1975 году действие 26 военных баз США на её территории в обмен на военную и экономическую помощь[6].

### Апрель
- 5 апреля — на безальтернативных выборах в Камеруне президентом страны переизбран Ахмаду Ахиджо.
- 8 апреля — президент США Джимми Картер объявил о разрыве дипломатических отношений с Ираном, продолжавшим удерживать американских заложников и введении мер экономического бойкота[7].
- 9 апреля — старт космического корабля Союз-35 (приземление 3 июня 1980). Экипаж старта — Л. И. Попов, В. В. Рюмин, приземление 11 октября 1980.
- 11 апреля — первым президентом Зимбабве избран Канаан Банана.
- 12 апреля — государственный переворот в Либерии, совершённый 17-ю сержантами и рядовыми солдатами во главе со старшим сержантом Сэмюэлем Доу.
- 14 апреля — катастрофа Ан-24 в Красноярске (51 погибший).
- 15 апреля — началась, по соглашению между правительствами Кубы и США, массовая эмиграция кубинцев, гаитян из Кубы в Майами.
- 18 апреля — провозглашена независимость Зимбабве.
- 20 апреля — на пленуме ЦК Йеменской социалистической партии генеральным секретарём ЦК, а 26 апреля — председателем Президиума Верховного Народного Совета НДРЙ (главой государства) избран Али Насер Мухаммед (с сохранением за ним поста премьер-министра).
- 23 апреля
  - Премьер-министром Туниса назначен Мохаммед Мзали.
  - Саудовская Аравия разорвала дипломатические отношения с Великобританией. Предлогом стал показ по британскому ТВ фильма о казни саудовской принцессы и её любовника.
- 24 апреля — неудачная операция вооружённых сил США по освобождению американских заложников в Иране.
- 25 апреля
  - На Белоярской атомной электростанции введён в эксплуатацию энергоблок с реактором на быстрых нейтронах.
  - Катастрофа Boeing 727 на Тенерифе (146 погибших).
- 26 апреля — взрыв метана и угольной пыли на шахте «Горская» в г. Горское (Луганская область), погибли 66 шахтёров и 2 горноспасателя[8].
- 28 апреля — объявлено об отставке государственного секретаря США Сайтуса Вэнса в знак несогласия с предпринятой диверсионной операцией в Иране. Новым госсекретарём США был назначен Эдмунд Маски.
- 30 апреля — добровольное отречение королевы Нидерландов Юлианы и коронация её дочери, королевы Беатрикс.

### Май
- 5 мая — парламент Греции избрал президентом страны премьер-министра Константиноса Караманлиса.
- 8 мая — ВОЗ объявила об окончательной ликвидации оспы благодаря сотрудничеству практически всех стран мира[9].
- 9 мая — по итогам выборов в меджлис Ирана Исламская республиканская партия получила 85 из 270 мест (при явке 52 %).
- 10 мая — премьер-министром Греции стал Георгиос Раллис.
- 12 мая
  - Президентом Сан-Томе и Принсипи в условиях однопартийной системы переизбран Мануэл Пинту да Кошта.
  - Военный Совет Фронта национального освобождения Уганды объявил о лишении Годфри Бинайсы президентских полномочий и взял всю полноту власти на себя и председателя ВС ФНОУ Пауло Мувангу.
- 15 мая — Президиум СФРЮ избрал очередным Председателем Президиума Югославии Цвиетина Миятовича.
- 17 мая — в Южной Корее введено военное положение с целью подавления массовых антиправительственных выступлений.
- 17-18 мая — на совещании министров иностранных дел стран ЕЭС, принявшее решение о введении экономических санкций против Ирана (были отменены в январе 1981).
- 18 мая
  - В Перу на всеобщих выборах победили ставший президентом Фернандо Белаунде Терри (44,9 % голосов) и его неолиберальная партия Народное действие (38,9 % голосов и 98 из 180 мест в Палате представителей).
  - На президентских выборах в Австрии был переизбран президент Рудольф Кирхшлегер.
  - Извержение вулкана Святой Елены, 57 погибших.
- 18-27 мая — Восстание в Кванджу (Южная Корея).
- 20 мая — на референдуме в Квебеке 59,5 % высказались против независимости от Канады.
- 22 мая — конституционная реформа в Египте. Шариат положен в основу законодательства[10].
- 26 мая — старт космического корабля Союз-36. Экипаж — В. Н. Кубасов и Б. Фаркаш — гражданин ВНР, приземление 3 июня 1980.

### Июнь
- 1 июня — накалившийся конфликт FISA и FOCA привёл к саботажу Гран-при Испании[англ.] заводскими командами Формулы-1, результаты гонки не пошли в зачёт чемпионата мира.
- 4 июня — по соглашению с Оманом США получили право использовать находящиеся в Омане военно-воздушные и военно-морские базы[11].
- 5 июня — старт космического корабля Союз Т-2, приземление — 9 июня 1980. Экипаж старта и посадки — Ю. В. Малышев, В. В. Аксёнов.
- 7 июня — в Иране в рамках «исламской культурной революции» на неопределённое время закрыты все университеты и другие высшие учебные заведения[12].
- 8 июня — в условиях однопартийности в Венгрии прошли выборы в Государственное собрание.
- 11 июня — создан Нижнесвирский заповедник в Ленинградской области.
- 12 июня — катастрофа Як-40 под Душанбе, 29 погибших.
- 19 июня — завершено строительство Северного горно-обогатительного комбината им. Комсомола Украины.
- 20 июня — в условиях однопартийности в Ираке впервые с 1953 года прошли выборы в Национальный Совет. Из 250 мест 187 получила партия Баас, 63 места — независимые депутаты.
- 22 июня — на досрочных парламентских выборах в Японии правящая Либерально-демократическая партия получила 284 из 511 мест в Палате представителей.
- 25 июня — попытка покушения на президента Сирии Хафеза Асада, начало ответных репрессий против радикальных мусульманских группировок.
- 26 июня — по соглашению с Кенией американские вооружённые силы получили право использовать находящиеся в Кении военные базы в обмен на увеличение военной помощи.
- 27 июня — катастрофа рейса 870 Itavia недалеко от Неаполя. Погиб 81 человек.
- 29 июня
  - Первой женщиной в мире, избранной на пост конституционного главы государства, стала Президент Исландии Вигдис Финнбогадоуттир, получившая 33,8 % голосов.
  - На всеобщих выборах в Боливии (третьих за три года) президентом избран Эрнан Силес Суасо, получивший 38,74 %, а его Фронт демократического и народного единства — 47 из 130 мест в Палате депутатов.

### Июль
- 1 июля — завершено строительство первой очереди цеха холодной прокатки стали на Новолипецком металлургическом заводе.
- 3 июля
  - Введена в действие Зейская ГЭС.
  - Премьер-министром Иордании назначен Кассим аль-Римави.
- 8 июля — катастрофа самолёта Ту-154 в Алма-Ате. Погибли 166 человек — крупнейшая авиакатастрофа в истории Казахстана.
- 13 июля — Кветт Масире стал президентом Ботсваны после смерти своего предшественника, пожизненного президента Серетсе Кхамы.
- 17 июля
  - Военный переворот в Боливии, главой «Хунты национальной реконструкции» и президентом страны провозглашён генерал Луис Гарсиа Меса.
  - премьер-министром Японии стал Дзэнко Судзуки.
- 18 июля — запуск первого индийского спутника с космодрома Шрихарикота.
- 19 июля — 3 августа — XXII летние Олимпийские игры в Москве.
- 19 июля — начало вещания 6-й программы ЦТ СССР в Москве и частично в Московской области.
- 21 июля — первые после провозглашения независимости (в 1978) парламентские выборы на Доминике выиграла оппозиционная Доминикская партия свободы, получившая 17 мест из 21. Премьер-министром стала её лидер Юджиния Чарлз.
- 23 июля — запуск космического корабля Союз-37. Экипаж — В. В. Горбатко и первый космонавт из Азии, вьетнамец Фам Туан, приземление 31 июля 1980.
- 25 июля — президент Джимми Картер подписал директиву № 59 о «новой ядерной стратегии» США (доктрина «ограниченной ядерной войны»).
- 28 июля — в Перу завершился процесс передачи власти от военных к гражданскому конституционному правлению, к присяге приведены президент Фернандо Белаунде Терри и премьер-министр Мануэль Ульоа Элиас.
- 29 июля — по требованию властей Социалистической Эфиопии из Аддис-Абебы отозван посол США, обвинённый в проведении подрывной кампании против страны и её революции[13].
- 30 июля
  - Новые Гебриды, совместное владение Англии и Франции, получили независимость и провозглашены Республикой Вануату[14]. Первым президентом стал Джордж Сокоману, первым премьер-министром — Уолтер Лини.
  - Израиль провозгласил весь Иерусалим «вечной и неделимой столицей Израиля»[15].

### Август
- 2 августа — взрыв на вокзале в Болонье (Италия)— 85 погибших[16].
- 4 августа — первый в истории полёт самолёта, работающего исключительно на солнечной энергии (Gossamer Penguin, в Калифорнии).
- 6 августа — на выборах в парламент Соломоновых Островов победила образованная премьер-министром Питером Кенилореа Объединённая партия, получившая 16 мест из 38.
- 7 августа — катастрофа Ту-154 в Нуадибу (Мавритания).
- 9 августа — меджлис Ирана одобрил кандидатуру Мохаммад Али Раджаи на пост премьер-министра.
- 12 августа — создана Латиноамериканская ассоциация интеграции.
- 14 августа — забастовка в Польше на Гданьской судоверфи, с которой началось движение «Солидарности» и массовые забастовки в стране.
- 18 августа — армия Папуа-Новой Гвинеи по просьбе правительства Вануату высадилась на острове Эспириту-Санто и подавила там сепаратистское восстание[17].
- 19 августа — катастрофа L-1011 в Эр-Рияде. Погиб 301 человек — крупнейшая авиакатастрофа, произошедшая на территории Саудовской Аравии.
- 21 августа — заключено соглашение между США и Сомали о предоставлении американским вооружённым силам морских и авиационных баз в Сомали в обмен на военно-экономическую помощь.
- 25 августа — на безальтернативных выборах в парламент Анголы все 229 получила правящая Народное движение за освобождение Анголы — Партия труда.
- 25 августа — Зимбабве принято в ООН, став её 153-м членом[18].
- 27 августа — коллегия выборщиков избрала президентом Южной Кореи Чон Ду Хвана.
- 28 августа — премьер-министром Иордании назначен Мудар Бадран.

### Сентябрь
- 6 сентября — пленум ЦК ПОРП освободил Эдварда Герека от обязанностей Первого секретаря ЦК и члена политбюро, Первым секретарём избран Станислав Каня.
- 9 сентября — пропала связь с английским балкером MV Derbyshire, следовавшим из порта Квебек в Японию, на борту находилось 44 человека; это самое большое судно когда-либо потерянное британцами на море[19].
- 10 сентября — Всекитайское собрание народных представителей приняло отставку председателя ЦК КПК Хуа Гофэна с поста премьера Государственного совета Китая и избрало на этот пост Чжао Цзыяна.
- 11 сентября — на референдуме, проведённом в условиях диктатуры, принята новая конституция Чили (вместо конституции 1925 года). «За» проголосовало 65,7 %.
- 12 сентября — военный переворот в Турции. К власти пришёл Совет национальной безопасности во главе с генералом Кенаном Эвреном[1].
- 13 сентября — железнодорожное крушение на станции Ока (Серпуховский район, Московская область).
- 16 сентября—18 декабря — проходила XXXV сессия Генеральной Ассамблеи ООН.
- 16 сентября — Сент-Винсент и Гренадины приняты в ООН, став её 154-м членом[20].
- 18 сентября — старт космического корабля Союз-38 (приземление 26 сентября 1980). Экипаж старта и посадки — Ю. В. Романенко, А. Тамайо Мендес, гражданин Кубы, первый латиноамериканец в космосе.
- 19 сентября — близ города Дамаскуса (Арканзас, США) произошла катастрофа со стратегическим носителем ядерного оружия[21].
- 21 сентября — Совет национальной безопасности Турции назначил премьер-министром страны адмирала в отставке Бюлента Улусу[1].
- 22 сентября — начало ирано-иракской войны[11].
- 23 сентября — на шахте «Юр-Шор» (у г. Воркута, Коми АССР, СССР)произошёл взрыв метана и угольной пыли, погибли 34 человека[22].
- 28 сентября — в Панаме прошли парламентские выборы, 38 мест из 57 получили представители муниципалитетов, из оставшихся мест 11 получила левоцентристская Революционно-демократическая партия.

### Октябрь
- 4 октября — в районе Балтийского вокзала в Таллине в результате столкновения в лоб двух пригородных электричек погибли 9 человек.
- 5 октября
  - На выборах в ФРГ правящая Социал-демократическая партия Германии канцлера Гельмута Шмидта одержала победу, получив 42,6 % голосов и 214 из 497 мест в бундестаге.
  - На выборах в Португалии правящий Демократический альянс премьер-министра Франсишку Са Карнейру получил 47,6 % голосов и 134 из 250 мест в парламенте.
- 6 октября — премьер-министр Гайаны Форбс Бёрнхем вступил на пост президента страны. Новым премьер-министром стал Птолемей Рид.
- 8 октября
  - Подписан Договор о дружбе и сотрудничестве между СССР и Сирией.
  - Авария Ту-154 в Чите.
- 11 октября — приземление корабля Союз-37. Экипаж посадки — Л. И. Попов, В. В. Рюмин.
- 12 октября — на безальтернативных президентских выборах в Береге Слоновой Кости в очередной раз переизбран Феликс Уфуэ-Буаньи.
- 18 октября
  - Коалиционное правительство (из 4-х партий) Италии возглавил Арнальдо Форлани.
  - На парламентских выборах в Австралии третий раз подряд победила коалиция Либеральной и Национальной партий во главе с Малколмом Фрейзером (50,37 %, 74 места в Палате представителей). Лейбористы во главе с Уильямом Хейденом получили 49,63 % голосов и 51 место (на 13 больше, чем на выборах 1977 года).
- 20 октября — председателем Президиума ЦК Союза коммунистов Югославии избран Лазар Мойсов.
- 23 октября — Председателем Совета министров СССР вместо А. Н. Косыгина назначен Н. А. Тихонов.
- 25 октября — новым премьер-министром Ливана стал Шафик Ваззан.
- 26 октября — на всеобщих выборах в Танзании в условиях однопартийности и безальтернативности президентом переизбран Джулиус Ньерере, все места в парламенте получила Революционная партия.
- 30 октября — на парламентских выборах на Ямайке победила оппозиционная Лейбористская партия (58,8 %, 51 из 60 мест в парламенте), её лидер Эдвард Сиага стал премьер-министром.

### Ноябрь
- 1 ноября — военные власти Турции опубликовали план возвращения к демократии, включавший выработку Учредительным собранием новой конституции[1].
- 4 ноября — Рональд Рейган избран президентом США[23].
- 9 и 23 ноября — парламентские выборы в Береге Слоновой Кости. В условиях однопартийности все места получила Демократическая партия.
- 10 ноября — в Польше легализована деятельность профсоюза Солидарность.
- 12 ноября — американская АМС Вояджер-1 достигла Сатурна (пролетела на расстоянии 123 тыс. км).
- 14 ноября — в Гвинее-Бисау произошёл бескровный государственный переворот во главе с главой правительства Жуан Бернарду Виейрой, возглавившим Революционный Совет.
- 20 ноября — в сеульском международном аэропорту Кимпхо потерпел катастрофу самолёт Boeing 747-200 авиакомпании Korean Air Lines, погибли 15 из 226 человек.
- 21 ноября — техногенная катастрофа на озере Пенёр (штат Луизиана, США).
- 25 ноября — в Верхней Вольте произошёл бескровный военный переворот, во главе с главой армейской разведки Сеи Зербо.
- 26 ноября — крушение вертолёта Ка-27 в Казани.
- 27 ноября — старт космического корабля Союз Т-3 (приземление 10 декабря 1980). Экипаж старта и посадки — Л. Д. Кизим, О. Г. Макаров, Г. М. Стрекалов.
- 30 ноября — на референдуме в Уругвае 57,2 % высказались против предложения военной диктатуры об институционализации диктаторского режима.

### Декабрь
- 8 декабря — на выборах в парламент Тайваня 56 мест из 70 получила правящая партия Гоминьдан.
- 7 декабря
  - Президентом Португалии переизбран Антониу Рамалью Эанеш (56,4 % голосов).
  - В условиях однопартийности в Кабо-Верде на парламентских выборах все 63 места получила Африканская партия независимости Гвинеи и Кабо-Верде.
- 8 декабря — Джон Леннон убит Марком Чэпменом.
- 10 декабря — президентом Швейцарии на 1981 год избран Курт Фурглер.
- 10—11 декабря — на первых за 18 лет парламентских выборах в Уганде Демократическая партия получила 47,13 % (но 50 мест), а Народный конгресс Уганды президента Милтона Оботе — 47,07 % (но 75 мест из 126).
- 13 декабря — приведён к присяге в качестве президента Сальвадора член правящей военно-гражданской хунты Хосе Наполеон Дуарте, фактический глава хунты полковник Хайме Абдул Гутьеррес стал вице-президентом и главнокомандующим вооружёнными силами.
- 15 декабря
  - Генеральная Ассамблея ООН выступила против провозглашения Иерусалима «вечной и неделимой столицей» Израиля[24].
  - На парламентских выборах в Гайане правящая партия Народный национальный конгресс президента Форбса Бёрнхема получила 77,66 % голосов и 53 из 65 мест в парламенте.
  - Войска президента Чада Гукуни Уэддея вместе с ливийскими войсками с участием танков и тяжёлой артиллерии вытеснили силы бывшего министра обороны Хиссена Хабре из Нджамены.
- 15—16 декабря — конференция стран-членов ОПЕК приняла решение поднять цены на экспортируемую нефть на 10 %.
- 22 декабря
  - Премьер-министром Португалии вместо погибшего 4 декабря в авиакатастрофе Франсишку Са Карнейру назначен Франсишку Пинту Балсеман.
  - Происшествие с L-1011 над Персидским заливом.
- 23 декабря — на всеобщих выборах в Сингапуре правящая Партия «Народное действие» премьер-министра Ли Куан Ю получила все 75 мест в парламенте.
- 31 декабря — первый президент Сенегала Леопольд Сенгор ушёл в отставку, президентом страны стал премьер-министр Абду Диуф.

### Без точных дат
- В Греции (Патмос и Родос) прошла первая пленарная сессия Смешанной международной комиссии по богословскому диалогу «Таинства церкви и евхаристия в свете тайны Святой Троицы».

## Спорт
Футбол
- Чемпионом СССР по футболу стало киевское «Динамо».
- Чемпионом Англии по футболу стал «Ливерпуль».
- Оба чемпионата Аргентины по футболу выиграл «Ривер Плейт» (победы в чемпионатах Метрополитано и Насьональ).
- Чемпионом Бразилии по футболу стал «Фламенго» (Рио-де-Жанейро).
- Чемпионом ФРГ по футболу стала мюнхенская «Бавария».
- Чемпионом Италии по футболу стал миланский «Интернационале».
- Чемпионом Испании по футболу стал «Реал Мадрид».
- Чемпионом Уругвая по футболу стал «Насьональ».
- Чемпионом Франции по футболу стал «Нант».
- Кубок Европейских Чемпионов выиграл английский  «Ноттингем Форест».
- Кубок обладателей Кубков и Суперкубок Европы выиграла испанская  «Валенсия».
- Кубок УЕФА выиграл западногерманский  «Айнтрахт Франкфурт».
- Кубок Либертадорес и Межконтинентальный Кубок выиграл уругвайский  «Насьональ».
- Чемпионат Европы по футболу выиграла сборная  ФРГ.

## Персоны года
Человек года по версии журнала Time — Рональд Рейган, президент США.

## Родились
См. также: Категория:Родившиеся в 1980 году

### Январь
- 7 января
  - Елена Сабитова, российский боксёр, чемпионка мира и 2-хкратная чемпионка Европы, заслуженный мастер спорта России (ум. в 2008).
  - Айвен Муди, американский певец, вокалист грув-метал-группы Five Finger Death Punch.
- 11 января — Гёкдениз Карадениз, турецкий футболист.
- 14 января — Карлос Альварадо Кесада, президент Коста-Рики в 2018—2022.
- 17 января — Зоуи Дешанель, американская актриса и певица.
- 19 января — Дженсон Баттон, британский автогонщик, чемпион мира в классе Формула-1 (2009).
- 21 января — Александр Ус, норвежский биатлонист, чемпион мира 2011 года в эстафете.
- 25 января
  - Закир Даудов, старший сержант Российской Армии, Герой России (погиб в 1999).
  - Хави, испанский футболист и тренер, чемпион мира 2010, чемпион Европы 2008, победитель Лиги Чемпионов, вице-чемпион Олимпийских игр 2000.
  - Кристиан Ульссон, шведский легкоатлет, чемпион Олимпийских игр 2004 в тройном прыжке.
- 27 января — Марат Сафин, российский теннисист и политик, бывшая первая ракетка мира в одиночном разряде, заслуженный мастер спорта России.
- 28 января — Ник Картер, певец, участник группы Backstreet Boys.

### Февраль
- 2 февраля — Чжан Цзинчу, китайская актриса.
- 9 февраля
  - Дмитрий Рычков, ефрейтор Российской Армии, Герой России (погиб в 2000).
  - Ангелос Харистеас, греческий футболист, нападающий, чемпион Европы 2004.
- 12 февраля
  - Хуан Карлос Ферреро, испанский теннисист, бывшая первая ракетка мира в одиночном разряде.
  - Кристина Риччи, американская киноактриса.
- 14 февраля — Сесар Навас, испанский футболист.
- 21 февраля — Джигме Кхесар Намгьял Вангчук, пятый король Бутана.
- 24 февраля — Роман Слуднов, российский пловец, 3-хкратный чемпион мира, 5-кратный чемпион Европы, заслуженный мастер спорта России.
- 29 февраля — Симон Ганье, канадский хоккеист, нападающий, олимпийский чемпион 2002.

### Март
- 1 марта
  - Анна Семенович, российская фигуристка, актриса, телеведущая и эстрадная певица; бывшая солистка группы «Блестящие» (2003—2007 гг.).
  - Кристина Кузьмина, российская актриса театра и кино.
- 2 марта
  - Ингрид Бульсё Бердал, норвежская актриса, продюсер.
  - Ребел Уилсон, австралийская киноактриса.
- 4 марта — Сергей Зиновьев, российский хоккеист.
- 6 марта — Родриго Ферранте Таддеи, бразильский футболист.
- 11 марта — Юрий Чурсин, российский актёр.
- 13 марта — Джад Швери, ливанский певец, продюсер и режиссёр музыкальных клипов.
- 14 марта 
  - Кристофер Хелджен, американский зоолог.
  - Нелли Уварова, российская актриса театра и кино.
- 16 марта — Константин Сёмин, российский журналист и телеведущий ВГТРК, блогер, музыкант, режиссёр-документалист и публицист.
- 18 марта
  - Алексей Ягудин, российский фигурист, олимпийский чемпион 2002, 4-кратный чемпион мира.
  - Наталья Поклонская, российский государственный деятель.
- 20 марта — Александр Кобрин, российский пианист.
- 21 марта
  - Роналдиньо, бразильский футболист, чемпион мира 2002, победитель Лиги Чемпионов, игрок года ФИФА 2004 и 2005.
  - Марит Бьёрген, норвежская лыжница, 4-кратная чемпионка мира, 2-кратная обладательница Кубка мира.
  - Дерик Уибли, вокалист и ритм-гитарист группы Sum 41.
- 26 марта — Владислав Духин, младший сержант Российской Армии, Герой России (погиб в 2000).
- 28 марта — Люк Теодор Уолтон, главный тренер Лос-Анджелес Лейкерс.

### Апрель
- 1 апреля — Бижу Филлипс, американская актриса, модель, певица.
- 4 апреля — Максим Синявский, полковник, Герой России.
- 6 апреля
  - Таня Поутиайнен, финская горнолыжница, вице-чемпионка Олимпиады-2006 в гигантском слаломе.
  - Валентина Джованьини, итальянская певица.
  - Маргарита Симоньян, российская журналистка, главный редактор телеканала RT и международного информационного агентства «Россия сегодня».
- 9 апреля — Дмитрий Носов, российский дзюдоист и политик, заслуженный мастер спорта.
- 10 апреля
  - Александр Ерёменко, российский хоккейный вратарь, двукратный чемпион мира (2008, 2009), шестикратный чемпион России, заслуженный мастер спорта России
  - Чарли Ханнэм, британский актёр.
- 20 апреля — Василий Вакуленко (Баста), российский рэпер, композитор, актёр.
- 21 апреля — Венсан Лекавалье, профессиональный канадский хоккеист.
- 26 апреля
  - Ченнинг Татум, американский актёр, фотомодель, продюсер.
  - Джордана Брюстер, американская киноактриса.
- 28 апреля — Александр Масляков — младший, российский телеведущий (Премьер-лига КВН), генеральный директор ООО «Творческое телевизионное объединение „АМИК“».

### Май
- 4 мая — Ольга Сутулова, российская актриса театра и кино.
- 12 мая — Сергей Шаргунов, российский писатель, журналист, общественный деятель, политик, радио- и телеведущий.
- 13 мая — Алексей Солдатенко, российский учёный в области овощеводства, академик РАН.
- 15 мая — Слава (Анастасия Сланевская), российская актриса и певица.
- 17 мая — Ксения Новикова, российская певица, бывшая солистка российской женской группы «Блестящие».
- 20 мая — Агнес Киттельсен, норвежская актриса театра и кино.
- 22 мая — Андрей Чадов, российский актёр
- 28 мая — Света (Светлана Колтунова), российская певица.
- 30 мая — Стивен Джеррард, английский футболист, полузащитник, многолетний капитан «Ливерпуля», победитель Лиги Чемпионов и Кубка УЕФА.

### Июнь
- 3 июня
  - Ибрагим Яттара, гвинейский футболист, полузащитник турецкого клуба «Трабзонспор».
  - Тамим бин Хамад Аль Тани, катарский эмир с 2013 года.
  - Юлия Барановская, российская радио- и телеведущая.
- 8 июня — Екатерина Вуличенко, российская киноактриса.
- 12 июня — Мухтар Сулейманов, старшина, Герой России (погиб в 2004).
- 13 июня
  - Дмитрий Берестов, российский тяжелоатлет, олимпийский чемпион (2004), заслуженный мастер спорта России.
  - Хуан Карлос Наварро, испанский баскетболист.
- 17 июня — Винус Уильямс, американская теннисистка, бывшая первая ракетка мира в одиночном разряде.
- 22 июня — Илья Брызгалов, российский хоккеист, вратарь, обладатель Кубка Стэнли, бронзовый призёр Олимпийских игр 2002
- 29 июня — Кэтрин Дженкинс, британская оперная певица.
- 30 июня
  - Надежда Муравьёва, российская гандболистка, 3-хкратная чемпионка мира, заслуженный мастер спорта России.
  - Вячеслав Духин, российский телеведущий, журналист.

### Июль
- 1 июля — Асланбек Хуштов, российский спортсмен-борец олимпийский чемпион (2008), 3-хкратный чемпион Европы, заслуженный мастер спорта России.
- 3 июля
  - Татьяна Логунова, российская фехтовальщица, двукратная олимпийская чемпионка (2000 и 2004), двукратная чемпионка мира и 4-кратная чемпионка Европы, заслуженный мастер спорта России.
  - Оливия Манн, американская актриса.
- 6 июля — Ева Грин, французская актриса.
- 7 июля — Мишель Кван, американская фигуристка, 5-кратная чемпионка мира, призёр Олимпийских игр.
- 9 июля — Юлия Такшина, российская актриса театра и кино.
- 10 июля — Джессика Симпсон, американская певица и актриса.
- 13 июля — Каролина Грушка, польская актриса.
- 16 июля
  - Светлана Феофанова, российская легкоатлетка (прыжки с шестом), чемпионка мира 2003, вице-чемпионка Олимпийских игр 2004.
  - Джесси Джейн, американская актриса, модель.
- 18 июля — Кристен Энн Белл, американская киноактриса.
- 20 июля — Жизель Бюндхен, бразильская супермодель.
- 21 июля — Анна Кузина, российская и украинская актриса.
- 27 июля — Илья Тюрин (ум. 1999), поэт, философ, рок-музыкант.
- 29 июля — Фернандо Гонсалес, чилийский теннисист, олимпийский чемпион 2004 года в парном разряде.

### Август
- 5 августа — Кейлени Леи, американская киноактриса.
- 10 августа — Игорь Растеряев, российский автор и исполнитель песен, поэт, актёр театра и кино.
- 13 августа — Стас Пьеха, российский певец.
- 17 августа — Лене Марлин, норвежская певица.
- 18 августа — Эстебан Камбьяссо, аргентинский футболист.
- 20 августа
  - Дмитрий Шектаев, российский военнослужащий, младший сержант, Герой России (погиб в 2000)
  - Владимир Стогниенко, российский спортивный комментатор.
- 26 августа
  - Маколей Калкин, американский киноактёр.
  - Крис Пайн, американский киноактёр.
- 29 августа — Микайла Мендес, американская киноактриса.
- 31 августа — Александр Попов, российский хоккеист.

### Сентябрь
- 1 сентября — Лара Пулвер, британская киноактриса.
- 9 сентября — Мишель Ингрид Уильямс, американская киноактриса.
- 10 сентября — Майкл Джеймс Уэй, бас-гитарист группы My Chemical Romance.
- 18 сентября — Александра Петрова (ум. 2000), российская модель, победительница конкурса «Мисс Россия» 1996.
- 19 сентября — Сергей Рыжиков, российский футбольный вратарь.
- 21 сентября — Карина Капур, индийская киноактриса.
- 24 сентября — Йон Арне Риисе, норвежский футболист, защитник, победитель Лиги Чемпионов.
- 26 сентября
  - Даниель Седин, шведский хоккеист.
  - Хенрик Седин, шведский хоккеист.
- 28 сентября — Анна Димова, российская актриса театра и кино.
- 30 сентября
  - Мартина Хингис, швейцарская теннисистка, бывшая первая ракетка мира в одиночном и парном разрядах.
  - Гильермо Ортис, кубинский боксёр, двукратный олимпийский чемпион (2000 и 2004) в весе до 54 кг.

### Октябрь
- 4 октября — Томаш Росицкий, чешский футболист, бронзовый призёр Евро—2004.
- 7 октября — Олеся Зыкина, российская легкоатлетка, 2-кратная чемпионка мира, 4-кратная чемпионка мира в помещении, заслуженный мастер спорта России
- 9 октября — Хенрик Зеттерберг, шведский хоккеист, нападающий, олимпийский чемпион 2006 года, чемпион мира 2006 года, обладатель Кубка Стэнли 2008 года.
- 17 октября — Екатерина Гамова, российская волейболистка, 2-кратная чемпионка мира и Европы, заслуженный мастер спорта России, лучшая спортсменка России 2010 года.
- 19 октября — Екатерина Гордон, российская теле- и радиоведущая, журналистка, автор песен, фронтвумен группы Blondrock.
- 23 октября — Василий Рочев, российский лыжник, чемпион мира, заслуженный мастер спорта России
- 24 октября — Роман Васьянов, российский кинооператор.

### Ноябрь
- 6 ноября — Пол Сверре Хаген, норвежский актёр театра, кино и телевидения.
- 8 ноября — Луис Фабиано, бразильский футболист, 2-кратный обладатель Кубка УЕФА, победитель Кубка Америки.
- 12 ноября — Райан Гослинг, канадский киноактёр.
- 13 ноября — Алексей Румянцев, капитан Российской Армии, Герой России (погиб в 2004).
- 18 ноября
  - Иван Черезов, российский биатлонист, 3-кратный чемпион мира.
  - Иван Пелиццоли, итальянский футбольный вратарь.

### Декабрь
- 7 декабря — Джон Терри, английский футболист.
- 8 декабря
  - Mewark, российский музыкант и композитор (ум. 2012 году.)
  - Андрей Александрин, российский актёр театра и кино, певец.
- 10 декабря — Сара Чанг, американская скрипачка.
- 12 декабря — Юрий Шалабаев, мэр Нижнего Новгорода (с 6 мая 2020 года).
- 15 декабря — Юрий Колокольников, российский актёр («Игра престолов»).
- 16 декабря — Алексей Терещенко, российский хоккеист 3-хкратный чемпион мира, заслуженный мастер спорта России.
- 18 декабря — Кристина Агилера, американская певица.
- 19 декабря — Джейк Джилленхол, американский киноактёр.
- 20 декабря — Эшли Коул, английский футболист, защитник.
- 22 декабря — Андрей Стенин, российский фотокорреспондент (погиб в 2014).
- 25 декабря — Елена Лядова, российская актриса кино, театра и дубляжа.
- 26 декабря — Мари Слип, композитор и продюсер группы Otto Dix.
- 28 декабря — Ванесса Ферлито, американская актриса итальянского происхождения.
- 30 декабря — Элайза Душку, американская актриса и продюсер.

## Скончались
См. также: Категория:Умершие в 1980 году
- 1 января — Пьетро Ненни, исторический лидер итальянских социалистов (род. 1891).
- 3 января — Джой Адамсон, натуралистка, писательница, художница, защитница живой природы (род. 1910).
- 10 января — Борис Иванович Равенских, советский театральный режиссёр и педагог, народный артист СССР (род. 1914).
- 17 января — Александр Николаевич Несмеянов, советский химик-органик, организатор науки, Президент Академии наук СССР (1951—1961), академик АН СССР, дважды Герой Социалистического Труда (1969, 1979), лауреат Ленинской премии (род. 1899).
- 19 января — Уильям Орвилл Дуглас (р. 1898), американский юрист, судья Верховного суда США.
- 26 января — Юстас Игнович Палецкис, литовский журналист, поэт, писатель; советский государственный и общественный деятель, премьер-министр Литвы, 1-й Председатель Президиума Верховного Совета Литовской ССР, Председатель Совета Национальностей Верховного Совета СССР (род. 1899).
- 9 февраля — Ростислав Евгеньевич Алексеев, советский кораблестроитель, создатель судов на подводных крыльях, экранопланов и экранолётов, лауреат Ленинской премии (род. 1916).
- 19 февраля — Бон Скотт, австралийский певец популярной рок-группы AC/DC (род. 1946).
- 1 марта — Даниил Яковлевич Храбровицкий, советский кинорежиссёр и сценарист (род. 1923).
- 2 марта — Ярослав Ивашкевич, польский писатель, поэт и драматург, переводчик (род. 1894).
- 9 марта
  - Ольга Константиновна Чехова, русская и немецкая актриса театра и кино (род. 1897).
  - Николай Иванович Боголюбов, советский актёр театра, кино и дубляжа, народный артист РСФСР, лауреат шести Сталинских премий (род. 1899).
- 14 марта — Анна Янтар, польская популярная эстрадная певица (род. 1950), погибла в авиакатастрофе.
- 18 марта
  - Константин Константинович Арцеулов, русский и советский лётчик, художник-иллюстратор, пионер русского и советского планеризма (род. 1891).
  - Эрих Фромм, немецкий социолог, философ, социальный психолог, психоаналитик (род. 1900).
- 30 марта
  - Тон Дык Тханг, президент Демократической Республики Вьетнам с 1969 года, президент Социалистической Республики Вьетнам с 1976 года (род. 1888).
  - Джесси Оуэнс, американский легкоатлет, четырёхкратный олимпийский чемпион (Олимпийских игр в Берлине в 1936) (род. 1913).
- 12 апреля
  - Уильям Толберт, президент Либерии с 1971 года (род. 1913).
  - Аркадий Северный, советский певец (род. 1939).
- 14 апреля — Джанни Родари, итальянский писатель (род. 1920).
- 15 апреля — Жан-Поль Сартр, французский философ-экзистенциалист (род. 1905).
- 18 апреля — Василий Гаврилович Грабин, советский конструктор и организатор производства артиллерийского вооружения, Герой Социалистического Труда, генерал-полковник технических войск, лауреат четырёх Сталинских премий (род. 1900).
- 21 апреля — Александр Иванович Опарин, советский биолог и биохимик, создавший теорию возникновения жизни на Земле; академик АН СССР, Герой Социалистического Труда, лауреат Ленинской премии (род. 1894).
- 24 апреля — Алехо Карпентьер, известный кубинский писатель (род. 1904).
- 29 апреля — Альфред Хичкок, американский режиссёр, один из основоположников жанра «триллер» (род. 1899).
- 4 мая — Иосип Броз Тито, югославский революционер и политический деятель, многолетний глава Югославии, один из лидеров Движения неприсоединения (род. 1892).
- 30 мая
  - Алексей Петрович Хомич, советский футболист, вратарь, заслуженный мастер спорта СССР (род. 1920).
  - Исай Калистратович Калашников, советский писатель (род. 1931).
- 7 июня
  - Мариан Спыхальский, польский военный и государственный деятель, маршал Польши. (род. 1906).
  - Генри Миллер, известный американский писатель (род. 1891).
- 8 июня — Эрнст Буш, немецкий актёр театра и кино, певец, лауреат Международной Ленинской премии (род. 1900).
- 12 июня — Масаёси Охира, премьер-министр Японии (род. 1910), умер в должности.
- 23 июня
  - Варахагири Венката Гири, президент Индии в 1969—1974 (род. 1894)
  - Санджай Ганди, индийский политик, младший сын премьер-министра Индиры Ганди (род. 1946), погиб в авиакатастрофе.
- 27 июня — Мохаммед Реза Пехлеви, шах Ирана в 1941—1979 годах (род. 1919).
- 29 июня — Филипп Александрович Агальцов, советский военачальник, маршал авиации, Герой Советского Союза (род. 1900).
- 30 июня — Галина Иосифовна Серебрякова, русская советская писательница и журналистка (род. 1905).
- 1 июля — Чарльз Перси Сноу, британский писатель-реалист, физик, химик и государственный деятель (род. 1905).
- 5 июля — Ари Абрамович Штернфельд, учёный, один из пионеров современной космонавтики (род. 1905).
- 10 июля — Григорий Ирмович Новак, советский тяжелоатлет и артист цирка, 1-й в истории советский чемпион мира, заслуженный мастер спорта СССР, заслуженный артист РСФСР (род. 1919).
- 13 июля — Серетсе Кхама, первый президент Ботсваны (род. 1921).
- 24 июля — Питер Селлерс, британский актёр, известный комик Великобритании (род. 1925).
- 25 июля — Владимир Семёнович Высоцкий, советский поэт, бард, актёр, лауреат Государственной премии СССР (род. 1938).
- 29 июля — Филипп Иванович Голиков, советский военачальник, Маршал Советского Союза (род. 1900).
- 10 августа — Ага Мухаммед Яхья Хан, президент Пакистана в 1969—1971 (род. 1917).
- 11 августа — Михаил Васильевич Водопьянов, советский лётчик, участник операции по спасению экспедиции парохода «Челюскин», один из первых Героев Советского Союза, генерал-майор авиации (род. 1899).
- 20 августа
  - Юрий Сергеевич Лавров, советский, российский и украинский актёр театра и кино, народный артист СССР (род. 1905).
  - Джо Дассен, французский певец, композитор и музыкант американского происхождения (род. 1938).
- 22 августа — Габриэль Гонсалес Видела, президент Чили в 1952—1956 (род. 1898).
- 4 сентября — Эраст Павлович Гарин, советский актёр театра и кино, народный артист СССР (род. 1902).
- 8 сентября — Уиллард Франк Либби, американский физико-химик, лауреат Нобелевской премии (род. 1908).
- 17 сентября — Анастасио Сомоса Дебайле, президент Никарагуа в 1967—1979 годах (с формальным перерывом в 1972 году), убит.
- 23 сентября — Якобус Йоханнес Фуше, президент ЮАР в 1967—1975 (род. 1902).
- 25 сентября
  - Льюис Майлстоун, американский кинорежиссёр, классик американского кинематографа, первый лауреат двух премий «Оскар» (род. 1895).
  - Джон Бонэм, британский рок-музыкант, барабанщик Led Zeppelin (род. 1948).
- 30 сентября — Анатолий Петрович Кторов, советский актёр театра и кино, народный артист СССР (род. 1902).
- 4 октября — Пётр Миронович Машеров, советский белорусский партийный и государственный деятель, первый секретарь ЦК компартии Белорусской ССР, кандидат в члены Политбюро ЦК КПСС, Герой Советского Союза, Герой Социалистического Труда (род. 1918, погиб в должности).
- 15 октября — Михаил Алексеевич Лаврентьев, советский математик и механик, основатель Сибирского отделения АН СССР и Новосибирского Академгородка, вице-президент АН СССР, Герой Социалистического Труда, лауреат Ленинской премии (род. 1900).
- 21 октября — Ганс Аспергер, австрийский педиатр и психиатр, именем которого назван известный синдром (род. 1906).
- 26 октября — Марселу Каэтану, премьер-министр Португалии в 1968—1974.
- 3 ноября — Любовь Ивановна Добржанская, советская актриса театра и кино, певица, народная артистка СССР (род. 1905).
- 7 ноября — Стив Маккуин, известный американский киноактёр (род. 1930).
- 12 ноября — Николай Николаевич Алексеев, советский военачальник, маршал войск связи, заместитель министра обороны СССР по вооружению (род. 1914).
- 2 декабря — Ромен Гари, французский писатель и кинорежиссёр (род. 1914).
- 8 декабря — Джон Леннон, британский рок-музыкант, певец, поэт, композитор, художник,писатель. Один из основателей и участник группы «The Beatles» (род. 1940), убит.
- 16 декабря — Полковник Сандерс, американский ресторатор, основавший сеть ресторанов быстрого питания KFC (род. 1890).
- 18 декабря — Алексей Николаевич Косыгин, советский государственный и политический деятель, председатель Совета министров СССР в 1964—1980, дважды Герой Социалистического Труда (род. 1904).
- 24 декабря — Карл Дёниц, германский гросс-адмирал, последний рейхспрезидент Третьего рейха в 1945 году.
- 26 декабря — Алексей Сергеевич Эйбоженко, популярный советский актёр театра и кино (род. 1934).

## Нобелевские премии
- Физика — Джеймс Уотсон Кронин и Вал Логсдон Фитч — «За открытие нарушений фундаментальных принципов в распаде нейтральных K-мезонов».
- Химия — Пол Берг, Уолтер Гилберт, Фредерик Сенгер — за фундаментальные исследования биохимических свойств нуклеиновых кислот, в особенности рекомбинантных ДНК.
- Медицина и физиология — Барух Бенасерраф, Жан Доссе, Джордж Снелл — за открытия, касающиеся генетически определённых структур на клеточной поверхности, регулирующих иммунные реакции.
- Экономика — Лоуренс Роберт Клейн — «За создание экономических моделей и их применение к анализу колебаний экономики и экономической политики».
- Литература — Чеслав Милош — «Который с бесстрашным ясновидением показал незащищённость человека в мире, раздираемом конфликтами».
- Премия мира — Адольфо Перес Эскивель — как борец за права человека.